# Premier League Malti 2022-2023
La Premier League maltese 2022-2023 è stata la 108ª edizione della massima divisione del campionato maltese di calcio.
La stagione regolare è iniziata il 19 agosto 2022 e terminata il 28 aprile 2023. L'Ħamrun Spartans si è laureato campione per la nona volta nella sua storia.

## Stagione

### Novità
La stagione si presenta con tre nuove squadre al via, promosse dalla Challenge League: Zebbug Rangers, Marsaxlokk e Pietà Hotspurs. A seguito della rinuncia della quarta neopromossa, il Pembroke Athleta per motivi economici, il comitato direttivo della Malta Football Association ha decretato il ripescaggio del St. Lucia, qualificatosi al penultimo posto sul campo nella poule retrocessione dell'anno precedente.
È stata invece confermata la retrocessione in serie cadetta dello Sliema Wanderers, storica grande del calcio maltese e squadra più titolata dell'isola, che lascia la massima serie dopo 37 anni dopo essersi classificato ultimo nella stagione precedente.

### Formula
Come previsto nel 2021, a seguito della riorganizzazione dei campionati effetto della pandemia di COVID-19, la Malta Football Association ha modificato nuovamente il formato del torneo rispetto all'annata precedente: per la stagione in corso il formato della prima divisione è tornato a 14 squadre, con un girone di andata ed uno di ritorno per un totale di 26 giornate. Viene dunque abolito il formato della doppia poule scudetto-retrocessione in vigore nella stagione precedente.
Il formato torna quindi ad essere quello già adottato in passato, l'ultima volta nella stagione 2019-20.
Per quanto riguarda le coppe europee il campionato maltese, classificato come il 46° più competitivo d'Europa secondo il ranking ufficiale UEFA al 2020,  otterrà il diritto a far partecipare:
- la squadra vincitrice del campionato al Primo turno di qualificazione della UEFA Champions League 2023-2024;
- la seconda e la terza squadra al Primo turno di qualificazione della UEFA Europa Conference League 2023-2024;
- la vincitrice della coppa al Primo turno di qualificazione della UEFA Europa Conference League 2023-2024.

Se la vincitrice della coppa nazionale si sarà già qualificata per una coppa europea in virtù della sua posizione in campionato, sarà la quarta classificata in campionato ad avere un posto in Europa Conference League.

## Squadre partecipanti
| Club            | Città             | Stadio                        | Stagione precedente    |
| --------------- | ----------------- | ----------------------------- | ---------------------- |
| Balzan          | Balzan            | Stadio Victor Tedesco         | 10º posto              |
| Birkirkara      | Birkirkara        | Stadio di Ta'Qali             | 5º posto               |
| Floriana        | Floriana          | Independence Arena            | 2º posto               |
| Gudja United    | Gudja             | Stadio di Ta'Qali             | 6º posto               |
| Gzira United    | Gżira             | Stadio Victor Tedesco         | 4º posto               |
| Hamrun Spartans | Ħamrun            | Stadio Victor Tedesco         | 3º posto               |
| Hibernians      | Paola             | Tony Bezzina Stadium          | Campione in carica     |
| Marsaxlokk      | Marsaxlokk        | Stadio di Ta'Qali             | 2º in Challenge League |
| Mosta           | Musta             | Stadio Charles Abela Memorial | 9º posto               |
| Pietà Hotspurs  | Pietà             | Stadio di Ta'Qali             | 2º in Challenge League |
| St. Lucia       | Santa Lucia       | Stadio Santa Luċija           | 11º posto              |
| Sirens          | Baia di San Paolo | Sirens Stadium                | 8º posto               |
| Valletta        | La Valletta       | MFA Centenary Stadium         | 7º posto               |
| Zebbug Rangers  | Zebbug            | MFA Centenary Stadium         | 1º in Challenge League |

## Classifica
|  | Pos. | Squadra         | Pt | G  | V  | N  | P  | GF | GS | DR  |
|  | ---- | --------------- | -- | -- | -- | -- | -- | -- | -- | --- |
|  | 1.   | Ħamrun Spartans | 69 | 26 | 22 | 3  | 1  | 45 | 10 | +35 |
|  | 2.   | Birkirkara      | 50 | 26 | 14 | 8  | 4  | 50 | 20 | +30 |
|  | 3.   | Gżira Utd       | 48 | 26 | 14 | 6  | 6  | 46 | 19 | +27 |
|  | 4.   | Mosta           | 46 | 26 | 14 | 4  | 8  | 47 | 33 | +14 |
|  | 5.   | Hibernians      | 46 | 26 | 14 | 4  | 8  | 45 | 37 | +8  |
|  | 6.   | Balzan          | 46 | 26 | 14 | 4  | 8  | 37 | 32 | +5  |
|  | 7.   | Valletta        | 37 | 26 | 9  | 10 | 7  | 37 | 23 | +14 |
|  | 8.   | Floriana        | 37 | 26 | 10 | 7  | 9  | 30 | 26 | +4  |
|  | 9.   | Sirens          | 33 | 26 | 8  | 9  | 9  | 25 | 32 | -7  |
|  | 10.  | Gudja Utd       | 29 | 26 | 8  | 5  | 13 | 28 | 39 | -11 |
|  | 11.  | Marsaxlokk      | 25 | 26 | 5  | 10 | 11 | 28 | 38 | -10 |
|  | 12.  | St. Lucia       | 15 | 26 | 4  | 3  | 19 | 20 | 49 | -29 |
|  | 13.  | Żebbuġ Rangers  | 14 | 26 | 4  | 2  | 20 | 21 | 58 | -37 |
|  | 14.  | Pietà Hotspurs  | 12 | 26 | 3  | 3  | 20 | 22 | 65 | -43 |

Legenda:
      Campione di Malta e ammessa al primo turno di qualificazione della UEFA Champions League 2023-2024.
      Ammesse alle qualificazioni della UEFA Europa Conference League 2023-2024.
  Ammessa allo spareggio promozione-retrocessione.
      Retrocessa in Maltese Challenge League 2023-2024.
Regolamento:
Tre punti a vittoria, uno a pareggio, zero a sconfitta.

### Risultati
|                 | Bal  | Bir  | Flo  | Gud  | Gzi  | Ham  | Hib  | Mar  | Mos  | Pie  | Slc  | Sir  | Val  | Zeb  |
| --------------- | ---- | ---- | ---- | ---- | ---- | ---- | ---- | ---- | ---- | ---- | ---- | ---- | ---- | ---- |
| Balzan          | –––– | 0-0  | 2-0  | 0-0  | 2-2  | 2-2  | 3-1  | 1-0  | 4-2  | 1-2  | 2-1  | 0-2  | 2-0  | 1-2  |
| Birkirkara      | 1-0  | –––– | 0-0  | 1-2  | 0-1  | 2-3  | 1-2  | 3-0  | 2-1  | 2-3  | 2-0  | 2-0  | 2-0  | 0-3  |
| Floriana        | 0-0  | 0-2  | –––– | 0-1  | 1-1  | 0-1  | 1-0  | 1-2  | 0-1  | 4-1  | 0-1  | 0-1  | 4-0  | 2-0  |
| Gudja United    | 3-0  | 1-1  | 1-0  | –––– | 0-0  | 3-2  | 3-3  | 5-2  | 1-0  | 3-1  | 1-1  | 2-1  | 1-1  | 0-0  |
| Gżira United    | 1-1  | 2-1  | 2-0  | 1-1  | –––– | 1-1  | 0-1  | 3-2  | 2-1  | 1-0  | 0-0  | 1-0  | 3-0  | 1-1  |
| Ħamrun Spartans | 5-1  | 2-1  | 0-2  | 1-0  | 2-1  | –––– | 1-1  | 2-1  | 1-3  | 2-0  | 2-2  | 2-0  | 5-0  | 1-2  |
| Hibernians      | 0-0  | 0-3  | 3-3  | 1-1  | 0-0  | 0-4  | –––– | 3-2  | 2-0  | 0-3  | 1-2  | 1-3  | 3-1  | 0-1  |
| Marsaxlokk      | 0-3  | 1-2  | 0-2  | 1-1  | 0-2  | 0-2  | 3-1  | –––– | 0-2  | 1-1  | 0-3  | 3-1  | 0-3  | 0-4  |
| Mosta           | 1-3  | 1-0  | 1-3  | 1-4  | 0-2  | 1-2  | 1-1  | 2-2  | –––– | 1-0  | 2-3  | 0-2  | 1-2  | 1-2  |
| Pietà Hotspurs  | 0-5  | 0-2  | 0-1  | 0-1  | 2-2  | 0-2  | 0-2  | 2-1  | 4-0  | –––– | 0-2  | 5-0  | 1-2  | 1-5  |
| Santa Lucia     | 1-3  | 0-1  | 1-1  | 0-2  | 2-1  | 0-1  | 3-1  | 2-1  | 2-0  | 0-0  | –––– | 1-1  | 3-1  | 3-0  |
| Sirens          | 0-1  | 2-0  | 3-0  | 1-0  | 0-3  | 1-2  | 1-1  | 3-3  | 0-2  | 1-2  | 0-2  | –––– | 1-5  | 0-4  |
| Valletta        | 1-3  | 0-2  | 0-3  | 1-4  | 2-1  | 2-4  | 0-2  | 2-0  | 1-0  | 2-2  | 1-2  | 2-1  | –––– | 0-7  |
| Żebbuġ Rangers  | 4-1  | 2-0  | 1-0  | 1-1  | 0-1  | 1-2  | 5-0  | 3-0  | 6-0  | 3-3  | 2-0  | 1-0  | 1-0  | –––– |

## Statistiche

### Individuali

#### Classifica marcatori
| Gol |  |  | Giocatore                 | Squadra         |
| --- |  |  | ------------------------- | --------------- |
| 20  |  |  | Jefferson Assis           | Gżira United    |
| 18  |  |  | Elvis Mashike Sukisa      | Hamrun Spartans |
| 14  |  |  | Jurgen Degabriele         | Hibernians      |
| 14  |  |  | Ángel Torres              | Balzan          |
| 13  |  |  | Enzo Cabrera              | Birkirkara      |
| 13  |  |  | Jake Grech                | Hibernians      |
| 11  |  |  | Charles Lokolingoy        | Zebbug Rangers  |
| 11  |  |  | Maxuell Maia              | Gżira United    |
| 10  |  |  | Evo Christ Ememe          | Mosta FC        |
| 9   |  |  | Zachary Brincat           | Mosta           |
| 9   |  |  | Chidera Okoh              | Mosta           |
| 7   |  |  | Matheus Nogueira de Souza | Balzan          |
| 7   |  |  | Yunusa Muritala           | Hibernians      |